# Víctor Apaza Quispe
Víctor Apaza Quispe (1932-17 de enero de 1971) fue un ejecutado por fusilamiento peruano. Fue el único ejecutado a pena capital en el Perú  por feminicidio, y también último por un delito común, ya que días después de su ejecución, el presidente Juan Velasco Alvarado dispuso la abolición de la pena de muerte para delitos comunes, siendo únicamente los delitos contra fuerzas del orden y traición a la patria castigables con la pena.
Tras un juicio que duró dos años, Apaza Quispe, quechuahablante, fue condenado a muerte en 1971 por el asesinato de su conviviente, Agustina Belisario, ocurrido en el distrito de La Joya, provincia de Arequipa. El cadáver de Agustina fue hallado por la policía el 2 de febrero de 1969. Unas versiones señalan que, dos semanas antes, Apaza había anunciado que iba a hacer un corto viaje, durante el cual soñó que Augustina lo engañaba. Regresó corriendo, sacó a la mujer de la casa y la mató con una piedra. Dos días después denunció la desaparición de Agustina, alegando que "seguramente se había ido con otro hombre". Sin embargo, su abogado defensor César Villalba Treviños declaró que durante una discusión, Víctor Apaza se defendió de una agresión de Agustina, quien quiso golpearlo con una piedra en la cabeza. Apaza cogió la mano que agarraba la piedra y la golpeó a ella. Agustina perdió el equilibrio y al caer su cabeza sobre la vía del tren, falleció.
Luego de su ejecución y de su entierro en el Cementerio General de la Apacheta es considerado un santo popular debido a que muchos residentes de Arequipa aseguran que les concedió un milagro.